# Hořidla (rozhledna)
Rozhedna Hořidla je rozhledna nacházející se na stejnojmenném neovulkanickém vrchu, kóta 371 m n. m. jihozápadně od obce Chotiněves.

## Historie rozhledny
Výstavbu rozhledny provedla společnost Atlas Steel za finančního přispění Ministerstva financí a obce Chotiněves. Slavnostní otevření proběhlo 16. prosince 2008. Celková výška rozhledny je 14 metrů, vyhlídková plošina je ve výšce 13 m, vede na ni 67 schodů.

## Přístup
Na rozhlednu je možný pouze pěší přístup po polních a lesních cestách. A to od silnice Třebutičky - Encovany, odbočka vlevo u křížku, popřípadě přímo z Chotiněvse či Jištěrp. Nejbližší železniční stanice jsou Horní Řepčice (přibližně 3 km vzdálené). Rozhledna je volně přístupná po celý rok.

## Výhled
Z rozhledny lze vidět řadu vrcholů Českého středohoří: Sedlo (726 m n. m., nejvyšší vrch Verneřického středohoří), Ronov (Ralská pahorkatina), Vlhošť (Ralská pahorkatina), Radobýl, Lovoš a horu Říp.